# Efecto Dunning-Kruger

Relación entre el rendimiento promedio autopercibido y el rendimiento promedio real en un examen universitario.
El área roja muestra la tendencia de las personas de bajo rendimiento a sobrestimar sus habilidades. En cambio, la autoevaluación de las personas de alto rendimiento es más baja que la de las personas de bajo rendimiento.

El efecto Dunning-Kruger es el sesgo cognitivo por el que algunas personas dotadas de capacidades relativamente limitadas en áreas concretas tienden, precisamente debido a esas limitaciones, a sobreestimar su capacidad y desempeño reales en tales áreas. Algunos investigadores también incluyen en la misma categoría cognitiva el efecto inverso, es decir, aquel que, aplicado a las personas de alto rendimiento, podría sintetizarse como la tendencia a subestimar sus propias facultades.
El estudio inicial fue realizado por David Dunning (Míchigan, 1959) y Justin Kruger (California, 1968). Se enfoca en el razonamiento lógico, la gramática y las habilidades sociales. Desde entonces se han realizado diversos estudios en una amplia gama de tareas. Entre ellas se incluyen habilidades de campos como los negocios, la política, la medicina, la conducción, la aviación, la memoria espacial, los exámenes en el colegio y la alfabetización.
El efecto Dunning-Kruger ha sido descrito como relevante para varios asuntos prácticos, aunque hay desacuerdos con relación a cuál es la magnitud de su influencia. Puede llevar a las personas a tomar malas decisiones, como elegir una carrera para la que no son aptas o actuar de forma peligrosa para ellas mismas o para los demás por no ser conscientes de que carecen de las habilidades necesarias. También puede inhibir a los afectados de abordar sus deficiencias para mejorarse a sí mismos. 

## Definición
El efecto Dunning-Kruger se define como la tendencia de las personas con baja habilidad en un área específica a dar evaluaciones demasiado positivas de esta habilidad.
Es un sesgo cognitivo, es decir, una forma de pensar y juzgar erróneamente.
Algunos investigadores enfatizan el componente metacognitivo en su definición. Desde este punto de vista, el efecto Dunning-Kruger implica, obviamente, que aquellos que son incompetentes en un área determinada tienden a ignorar su incompetencia, es decir, carecen de la capacidad de darse cuenta de su incompetencia.
Esto se ha denominado también el "relato de la doble carga" (dual-burden account): la falta de competencia y la ignorancia de esta falta.
No obstante, la mayoría de las definiciones se centran en la tendencia a sobreestimar la propia habilidad y ven la relación con la metacognición como una explicación adicional.
Esta distinción es relevante, ya que varias críticas al efecto Dunning-Kruger se dirigen a la explicación metacognitiva, no al efecto en sí en sentido estricto.
El efecto Dunning-Kruger suele definirse específicamente para las autoevaluaciones de personas con un bajo nivel de competencia.
Sin embargo, algunas definiciones no lo limitan al sesgo de las personas con baja competencia y lo extienden como perteneciente a autoevaluaciones falsas en diferentes niveles de competencia.
Así, a veces se afirma que incluye el efecto inverso para las personas con alta habilidad.
Desde este punto de vista, el efecto Dunning-Kruger también se refiere a la tendencia de las personas de alto rendimiento a subestimar sus habilidades en relación con las habilidades de los demás. Pero se ha argumentado que la fuente de este error no es la autoevaluación de las propias habilidades, sino una evaluación demasiado positiva de las habilidades de los demás.
Este fenómeno se ha clasificado como una forma del efecto del falso consenso.

## Medición y análisis
El enfoque más común para medir el efecto Dunning-Kruger es comparar la autoevaluación con el rendimiento objetivo. La autoevaluación a veces se denomina habilidad subjetiva en contraste con la habilidad objetiva correspondiente al rendimiento real.
La autoevaluación puede hacerse antes o después de la tarea.
Si se hace después, es importante que los participantes no reciban pistas independientes durante la tarea sobre qué tan bien lo hicieron. Por lo tanto, si la actividad consiste en responder a preguntas del cuestionario, no se proporciona información sobre si una respuesta dada fue correcta.
La medición de la habilidad subjetiva y objetiva puede realizarse en términos absolutos o relativos. Cuando se hace en términos absolutos, la autoevaluación y el rendimiento se miden de acuerdo con estándares absolutos, por ejemplo, en relación con el número de preguntas del cuestionario que se han contestado correctamente.
Cuando se hace en términos relativos, los resultados se comparan con un grupo de pares. En este caso, se le pide a cada participante que evalúe su rendimiento en relación con los otros participantes, por ejemplo, en forma de estimar el porcentaje de pares a los que superó.
El efecto Dunning-Kruger está presente en ambos casos, pero tiende a ser significativamente más pronunciado cuando se hace en términos relativos. Por lo tanto, las personas suelen ser más precisas al predecir su puntaje bruto que al evaluar lo bien que lo hicieron en relación con su grupo de pares.
El principal punto de interés para los investigadores suele ser la correlación entre la habilidad subjetiva y la objetiva.
Para proporcionar una forma simplificada de análisis de las mediciones, los rendimientos objetivos suelen dividirse en cuatro grupos, comenzando desde el cuarto inferior de los de bajo rendimiento hasta el cuarto superior de los de alto rendimiento.
El efecto más fuerte se observa para los participantes del cuarto inferior, que tienden a verse a sí mismos como parte de los dos cuartos superiores cuando se miden en términos relativos.
Algunos investigadores centran su análisis en la diferencia entre las dos habilidades, es decir, en la habilidad subjetiva menos la habilidad objetiva, para destacar la correlación negativa.

## Estudios
El efecto Dunning-Kruger se ha investigado en muchos estudios diferentes en una amplia gama de tareas.
El estudio inicial se centró en el razonamiento lógico, las habilidades gramaticales y las habilidades sociales, como la inteligencia emocional y juzgar qué chistes son divertidos.
Aunque muchos estudios se realizan en laboratorios, otros tienen lugar en entornos del mundo real. Estos últimos incluyen la evaluación del conocimiento que los cazadores tienen de las armas de fuego y de la seguridad, o el conocimiento de los técnicos de laboratorio sobre los procedimientos médicos.
Estudios más recientes también se han involucrado en intentos a gran escala para recopilar los datos relevantes en línea.
Varios estudios se enfocan en los estudiantes, por ejemplo, para autoevaluar su rendimiento justo después de completar un examen. En algunos casos, estos estudios recopilan y comparan datos de muchos países diferentes.
Otros campos de investigación incluyen los negocios, la política, la medicina, las habilidades de conducción, la aviación, la memoria espacial, la alfabetización, las habilidades de debate y el ajedrez.
El fenómeno fue demostrado en una serie de experimentos realizados por Justin Kruger y David Dunning, de la Universidad de Cornell (Nueva York). Sus resultados fueron publicados en el Journal of Personality and Social Psychology de diciembre de 1999.
Kruger y Dunning investigaron cierto número de estudios previos que tendían a sugerir que en diversas habilidades como la comprensión lectora, conducción de vehículos de motor y juegos como el ajedrez o el tenis, «La ignorancia genera confianza más frecuentemente que el conocimiento». Su hipótesis es que, en una habilidad típica que los humanos poseen en mayor o menor grado:
- Los individuos incompetentes tienden a sobrestimar su propia habilidad.
- Los individuos incompetentes son incapaces de reconocer la habilidad de otros.
- Los individuos incompetentes son incapaces de reconocer su extrema insuficiencia.
- Si pueden ser entrenados para mejorar sustancialmente su propio nivel de habilidad, estos individuos pueden reconocer y aceptar su falta de habilidades previa.

Los investigadores quisieron probar estas hipótesis en sujetos humanos, estudiantes de psicología de la universidad de Cornell.
En una serie de estudios, Kruger y Dunning examinaron las autovaloraciones en razonamiento lógico, gramática y humor. Después de haberles mostrado las puntuaciones de sus tests, preguntaron a los sujetos su estimación sobre la posición obtenida en la clasificación, resultando que, mientras que el grupo de los competentes estimaba bastante bien su clasificación, los incompetentes sobrestimaban su posición. Como Dunning y Kruger dijeron:

Tras cuatro estudios, los autores encontraron que los participantes que puntuaron en el peor cuarto del total en las pruebas de humor, gramática y lógica, sobreestimaban con mucho su habilidad y su resultado en prueba. A pesar de que las puntuaciones de las pruebas los colocaban en el 12% peor, ellos se consideraban entre el 62 por ciento.

Mientras tanto, la gente con conocimiento real tiende a subestimar su competencia.
Un estudio posterior sugiere que los estudiantes más incompetentes mejoran tanto su nivel de habilidad como su habilidad para estimar su posición en la clasificación solo tras recibir muchas clases en las habilidades que no tenían.
Daniel Ames y Lara Kammrath extendieron este trabajo a la empatía, y a la propia percepción de esta.
Algún otro trabajo de Burson Larrick y Joshua Klayman ha sugerido que el efecto quizá es debido a los niveles de ruido y a los prejuicios.
Dunning y Kruger obtuvieron el premio Ig Nobel en el año 2000 por su trabajo.

## Explicaciones

### Metacognitiva
Se han propuesto varios enfoques para explicar el efecto Dunning-Kruger. La explicación inicial y más común se basa en las habilidades metacognitivas.
Presupone que parte de la adquisición de una habilidad consiste en aprender a distinguir entre el buen y el mal rendimiento de esta habilidad. Dado que las personas con bajas competencias aún no han adquirido esta habilidad discriminatoria, son incapaces de evaluar adecuadamente su rendimiento.
Esto les lleva a creer que son mejores de lo que son porque no ven la diferencia cualitativa entre su rendimiento y el de los demás. Por lo tanto, carecen de la capacidad metacognitiva para reconocer su incompetencia.
Este relato también se ha denominado el "relato de la doble carga" o la "doble carga de la incompetencia", ya que la carga de la incompetencia regular se combina con la carga de la incompetencia metacognitiva.
Suele combinarse con la tesis de que las habilidades metacognitivas relevantes se adquieren a medida que aumenta el nivel de habilidad.
Pero la falta metacognitiva también puede impedir que algunas personas mejoren, debido a que les impide ver sus defectos.
Esto puede servir para explicar cómo la confianza en sí mismo es a veces mayor en los incompetentes que en las personas con habilidades medias: solo estas últimas son conscientes de sus defectos.
Se ha intentado medir directamente las habilidades metacognitivas para confirmar esta hipótesis. Los resultados sugieren que hay una sensibilidad metacognitiva reducida para las personas de bajo rendimiento, pero no está claro si su alcance es suficiente para explicar el efecto Dunning-Kruger.
Un argumento indirecto a favor del relato metacognitivo se basa en la observación de que entrenar a las personas en el razonamiento lógico les ayuda a hacer autoevaluaciones más precisas.

### Críticas y alternativas
No todos están de acuerdo con los supuestos en los que se basa el relato metacognitivo.
Muchas críticas al efecto Dunning-Kruger se centran principalmente en el relato metacognitivo, pero están de acuerdo con los hallazgos empíricos.
Esta línea de argumentación suele proceder proporcionando un relato alternativo que prometa una mejor explicación de las tendencias observadas. Algunas explicaciones se centran solo en un factor específico, mientras que otras ven una combinación de varios factores como la fuente.
Una de estas explicaciones se basa en la idea de que tanto las personas de bajo rendimiento como las de alto rendimiento tienen, en general, la misma capacidad metacognitiva para evaluar su nivel de habilidad.
Pero dada la suposición de que los niveles de habilidad de muchas personas de bajo rendimiento están muy cerca unos de otros, es decir, que "personas se amontonan en los niveles más bajos de habilidad",
se encuentran en una posición más difícil para evaluar sus habilidades en relación con sus pares.
Entonces, la razón de la mayor tendencia a dar autoevaluaciones falsas no es la falta de habilidad metacognitiva, sino una situación más difícil en la que se aplica esta habilidad.
Por lo tanto, el aumento del error puede explicarse sin el relato de la doble carga.
Una crítica a este enfoque se dirige contra la suposición de que este tipo de distribución de niveles de habilidad siempre puede utilizarse como explicación. Aunque se puede encontrar en varios campos donde se ha investigado el efecto Dunning-Kruger, no está presente en todos ellos.
Otra crítica se basa en el hecho de que este relato puede explicar el efecto Dunning-Kruger solo cuando la autoevaluación se mide en relación con el grupo de pares, pero no cuando se mide en relación con estándares absolutos.
Otra explicación, a veces ofrecida por teóricos con formación económica, se centra en el hecho de que los participantes en los estudios correspondientes generalmente carecen de incentivos para dar autoevaluaciones precisas.
En tales casos, los participantes pueden estar motivados por la pereza intelectual o el deseo de quedar bien a los ojos del experimentador para dar autoevaluaciones demasiado positivas. Por esta razón, algunos estudios se realizaron con incentivos adicionales para ser precisos. En un estudio, por ejemplo, se dio una recompensa monetaria a un grupo de participantes en función de la precisión de su autoevaluación. Pero estos estudios no lograron mostrar ningún aumento significativo en la precisión del grupo de incentivos en contraste con el grupo de control.
Un enfoque diferente se aleja aún más de las explicaciones psicológicas y ve el efecto Dunning-Kruger principalmente como un artefacto estadístico sin referencia a ninguna tendencia psicológica subyacente prominente.
Se basa en la idea de que el efecto estadístico conocido como regresión a la media es suficiente para explicar los hallazgos empíricos. En el caso de la calidad del rendimiento, este efecto se basa en la idea de que la calidad de un determinado rendimiento depende no solo del nivel de habilidad del agente, sino también de la buena o mala suerte involucrada en una ocasión.
Así, aunque un participante con habilidad promedio da una autoevaluación precisa de su habilidad, su rendimiento puede tener mala suerte en esta ocasión, lo que hace que caiga en la categoría de personas de bajo rendimiento que sobreestimaron su habilidad. De acuerdo con este enfoque, se culpa a la aleatoriedad de la suerte por la discrepancia entre la habilidad autoevaluada y el rendimiento objetivo, especialmente en los casos extremos.
La mayoría de los investigadores reconocen que la regresión a la media es un efecto estadístico relevante que hay que tener en cuenta al interpretar los hallazgos empíricos. Esto se puede lograr mediante varios métodos.
Pero tales ajustes no eliminan el efecto Dunning-Kruger, razón por la cual se suele rechazar la opinión de que la regresión a la media es suficiente para explicarlo.
Sin embargo, se ha sugerido que, cuando se combina con otros sesgos cognitivos, como el efecto mejor que la media, se puede proporcionar una explicación casi completa de los hallazgos empíricos.
Este tipo de relato a veces se denomina explicación de "ruido más sesgo" (noise plus bias).
De acuerdo con el efecto mejor que la media, las personas tienen una tendencia general a evaluar sus habilidades, atributos y rasgos de personalidad como mejores que la media.
Esto difiere del efecto Dunning-Kruger, ya que no analiza cómo esta perspectiva excesivamente positiva se relaciona con la habilidad de las personas que se evalúan a sí mismas, mientras que el efecto Dunning-Kruger se centra principalmente en cómo ocurre este tipo de juicio erróneo para personas de bajo rendimiento.
Cuando el efecto "mejor que la media" se combina con la regresión a la media, se puede explicar tanto que las personas incompetentes tienden a sobrestimar en gran medida su competencia como que el efecto inverso para las personas altamente competentes es mucho menos pronunciado.
Al elegir las variables correctas para la aleatoriedad debida a la suerte y un desplazamiento positivo para tener en cuenta el efecto mejor que la media, es posible simular experimentos que muestran casi la misma correlación entre la habilidad autoevaluada y el rendimiento objetivo que la encontrada en la investigación empírica.
Pero incluso los defensores de esta explicación están de acuerdo en que esto no explica por completo los hallazgos empíricos. Esto significa que el efecto Dunning-Kruger puede seguir desempeñando un papel, aunque sea menor.
Los opositores a este enfoque han argumentado que este relato puede explicar el efecto Dunning-Kruger solo cuando se evalúa la propia habilidad en relación con el grupo de pares, pero no cuando la autoevaluación ocurre en relación con un estándar objetivo.

## Importancia práctica
Se han hecho varias afirmaciones sobre la importancia práctica del efecto Dunning-Kruger. A menudo se centran en cómo hace que las personas afectadas tomen decisiones que conducen a malas consecuencias para ellas o para otras personas. Esto es especialmente relevante para las decisiones que tienen consecuencias a largo plazo. Por ejemplo, puede llevar a las personas de bajo rendimiento a carreras para las que no son aptas.
Las personas de alto rendimiento que subestiman sus habilidades, por otro lado, pueden renunciar a oportunidades profesionales viables que coincidan con sus habilidades en favor de otras menos prometedoras que están por debajo de su nivel de habilidad.
En otros casos, las malas decisiones también pueden tener efectos graves a corto plazo, como cuando el exceso de confianza lleva a un piloto a operar una nueva aeronave para la que carece de la capacitación adecuada o a realizar maniobras de vuelo que exceden su competencia.
La medicina de emergencia es otro ámbito donde la evaluación correcta de las propias habilidades y de los riesgos de un tratamiento tiene una importancia central. Hay que tener en cuenta la tendencia de los médicos en formación a tener un exceso de confianza para garantizar el grado adecuado de supervisión y retroalimentación.
El efecto Dunning-Kruger también puede tener implicaciones negativas para el agente en una variedad de actividades económicas, en las que el precio de un producto, como un coche usado, a menudo se reduce debido a la incertidumbre de los compradores sobre su calidad.
Una persona con exceso de confianza que desconoce su falta de conocimiento, por otro lado, puede estar dispuesto a pagar un precio mucho más alto sin ser consciente de todos los defectos y riesgos posibles relevantes para el precio.
Otra implicación se refiere a campos en los que las autoevaluaciones desempeñan un papel importante en la evaluación de habilidades. Se utilizan comúnmente, por ejemplo, en la orientación vocacional o para estimar las habilidades de alfabetización informacional de estudiantes y profesionales.
El efecto Dunning-Kruger indica que tales autoevaluaciones a menudo no corresponden a las habilidades subyacentes, lo que las hace poco confiables como método para recopilar este tipo de datos.
Independientemente del ámbito de la habilidad en cuestión, la ignorancia metacognitiva a menudo asociada con el efecto Dunning-Kruger puede impedir que las personas de bajo rendimiento mejoren. Dado que no son conscientes de muchos de sus defectos, pueden tener poca motivación para abordarlos y superarlos.
Pero no todos los relatos del efecto Dunning-Kruger se centran en sus aspectos negativos. Algunos también se concentran en sus aspectos positivos, por ejemplo, que la ignorancia a veces puede ser felicidad. En este sentido, el optimismo puede llevar a las personas a experimentar su situación de forma más positiva y el exceso de confianza puede ayudarlas a alcanzar incluso objetivos poco realistas.
Para distinguir los aspectos negativos de los positivos, se ha sugerido que hay dos fases importantes para realizar un objetivo: la planificación preparatoria y la ejecución del plan.
El exceso de confianza puede ser beneficioso en la fase de ejecución al aumentar la motivación y la energía. Pero puede ser perjudicial en la fase de planificación, ya que el agente puede ignorar las malas probabilidades, tomar riesgos innecesarios o no prepararse para contingencias.
Por ejemplo, tener demasiada confianza puede ser ventajoso para un general en el día de la batalla debido a la inspiración adicional transmitida a sus tropas, pero desventajoso en las semanas anteriores al ignorar la necesidad de tropas de reserva o equipo de protección.